# Крушельницкий, Ярослав Александрович
Яросла́в Алекса́ндрович Крушельни́цкий (16 марта 1983, Гузар, Узбекская ССР, СССР) — узбекский футболист, защитник.

## Карьера
Выступал во многих клубах Узбекистана. За рубежом играл за российский «Ротор», иранский «Мес Сарчешмех», малайзийский «Фелда Юнайтед». В составе последнего клуба стал серебряным призёром второй по значимости лиги страны и финалистом кубка ассоциации футбола Малайзии.

## Статистика

### В сборной
| Матчи Ярослава Крушельницкого за сборную Узбекистана | Матчи Ярослава Крушельницкого за сборную Узбекистана | Матчи Ярослава Крушельницкого за сборную Узбекистана | Матчи Ярослава Крушельницкого за сборную Узбекистана | Матчи Ярослава Крушельницкого за сборную Узбекистана | Матчи Ярослава Крушельницкого за сборную Узбекистана | Матчи Ярослава Крушельницкого за сборную Узбекистана |
| ---------------------------------------------------- | ---------------------------------------------------- | ---------------------------------------------------- | ---------------------------------------------------- | ---------------------------------------------------- | ---------------------------------------------------- | ---------------------------------------------------- |
| №                                                    | Дата                                                 | Оппонент                                             | Счёт                                                 | Голы                                                 | Соревнование                                         |                                                      |
| 1                                                    | 11 августа 2010                                      | Албания                                              | 0-1                                                  | -                                                    | Товарищеский матч                                    |                                                      |
| 2                                                    | 7 сентября 2010                                      | Эстония                                              | 3-3                                                  | -                                                    | Товарищеский матч                                    |                                                      |
| 3                                                    | 9 октября 2010                                       | Саудовская Аравия                                    | 0-4                                                  | -                                                    | Товарищеский матч                                    |                                                      |
| 4                                                    | 12 октября 2010                                      | Бахрейн                                              | 4-2                                                  | -                                                    | Товарищеский матч                                    |                                                      |

Итого: 4 матча / 0 голов; 1 победа, 1 ничья, 2 поражения.